# Provand's Lordship
Provand's Lordship er en middelalderbygning fra slutningen af 1400-tallet, der står i Glasgow, Skotland. Det ligger på toppen af Castle Street ved siden af St Mungo Museum of Religious Life and Art med udsigt til Glasgow Cathedral og Glasgow Royal Infirmary, og det er indrettet som museum, der er en del af Glasgow Museums
Det er en listed building.

## Historie
Provand's Lordship blev opført som en del af St Nicholas's Hospital af Andrew Muirhead, biksop af Glasgow i 1471. Der blev opført en udvidelse mod vest af William Bryson, som stod færdig i 1670.
I begyndelsen af 1800-tallet blev bygningen brugt til at opbevare en kanon, støttet med penge fra Lord af Prebend (eller "Provand") af Barlanark. Senere blev huset købt af Morton-familien, der brugte det som slikbutik. Efter en donation fra Sir William Burrell i 1920'erne, der både bestod af penge samt en samling af skotske møbler fra 1600-tallet, blev huset købt til det nyoprettede Provand's Lordship Society, hvis mål var at beskytte og bevare bygningen. I 1978 blev bygningen overtaget af City of Glasgow, der restaurerede den. Den blev åbnet for offentligheden i 1983, og efter 2 års yderligere restaurering genåbnede den i 2000.